# UVC Graz
UVC Graz – austriacki męski klub siatkarski z Grazu grający obecnie w austriackiej Bundeslidze.

## Nazwy klubu
- UVC Wesser Graz
- UVC Graz

## Sukcesy
Puchar Austrii:
- 2012, 2015, 2019, 2020

Mistrzostwo Austrii:
- 2021
- 2017, 2019, 2022[1]

## Kadra
Sezon 2013/2014
- Pierwszy trener: Martin Plessl
- Asystent trenera: Kubilay Ylmaztopcuoglu

| Nr | Imię i nazwisko      | Data ur. | Wzrost | Pozycja      |
| -- | -------------------- | -------- | ------ | ------------ |
| 2  | Ulve Steidl          | 1993     | 196    | środkowy     |
| 3  | Florian Ertl         | 1995     | 190    | rozgrywający |
| 4  | Niklas Steiner       | 1995     | 182    | przyjmujący  |
| 5  | Lucas Schachinger    | 1989     | 184    | rozgrywający |
| 6  | Anton Menner         | 1994     | 194    | przyjmujący  |
| 7  | Dominik Blaha        | 1990     | 175    | libero       |
| 8  | Jacob Benton Penolio | 1988     | 194    | środkowy     |
| 9  | Lukas Scheucher      | 1996     | 192    | przyjmujący  |
| 13 | Florian Wimmer       | 1994     | 198    | przyjmujący  |
| 14 | Alexander Swoboda    | 1990     | 197    | środkowy     |
| 16 | Tomasz Dynkowski     | 1979     | 204    | atakujący    |
| 17 | Zoltan Mózer         | 1982     | 191    | przyjmujący  |
| 18 | Paul Buchegger       | 1996     | 204    | atakujący    |